# Luisa Rivelli
Luisa Rivelli (nom artístic de Rossella Lanfranchi (Ternate, Llombardia, Itàlia, 10 de febrer de 1931), és una actriu i periodista italiana, ja retirada, que fou força activa en cinema i televisió en les dècades del 1950 i 1960.

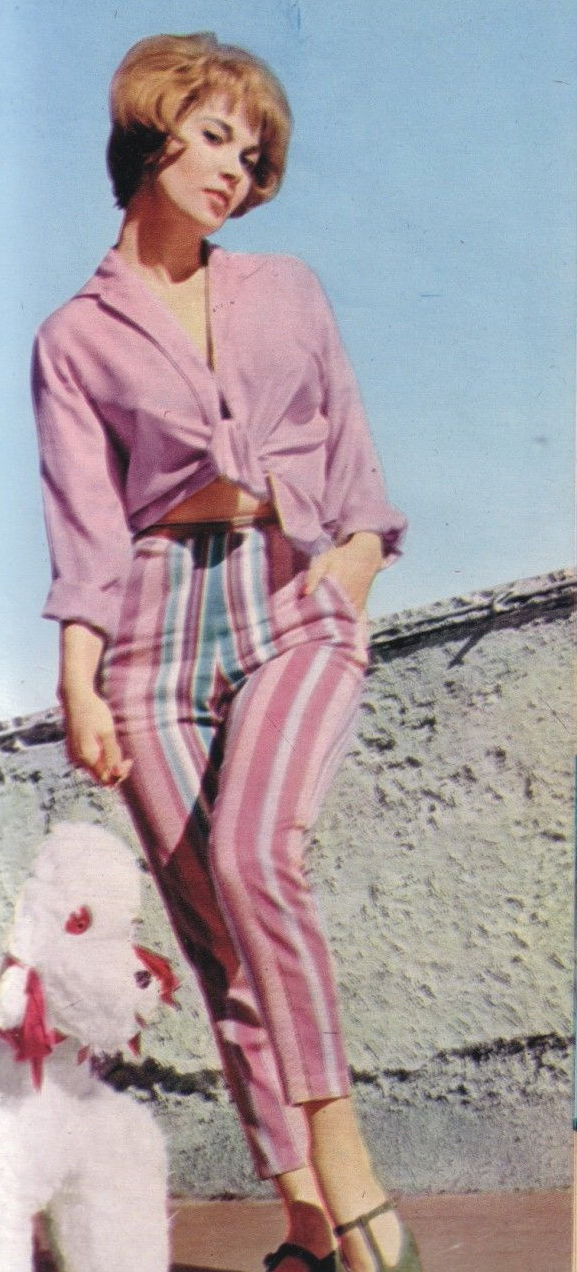
Luisa Rivelli el 1959

## Biografia
Va freqüentar el Centro Sperimentale di Cinematografia, on es va graduar en actuació el 1954, però durant alguns anys va assistir als platós de cinema amb papers petits amb el seu nom real de Lanfranchi. En les aproximadament cinquanta pel·lícules en que va participar a 1974 tindrà principalment papers secundàries que no li permetran destacar.

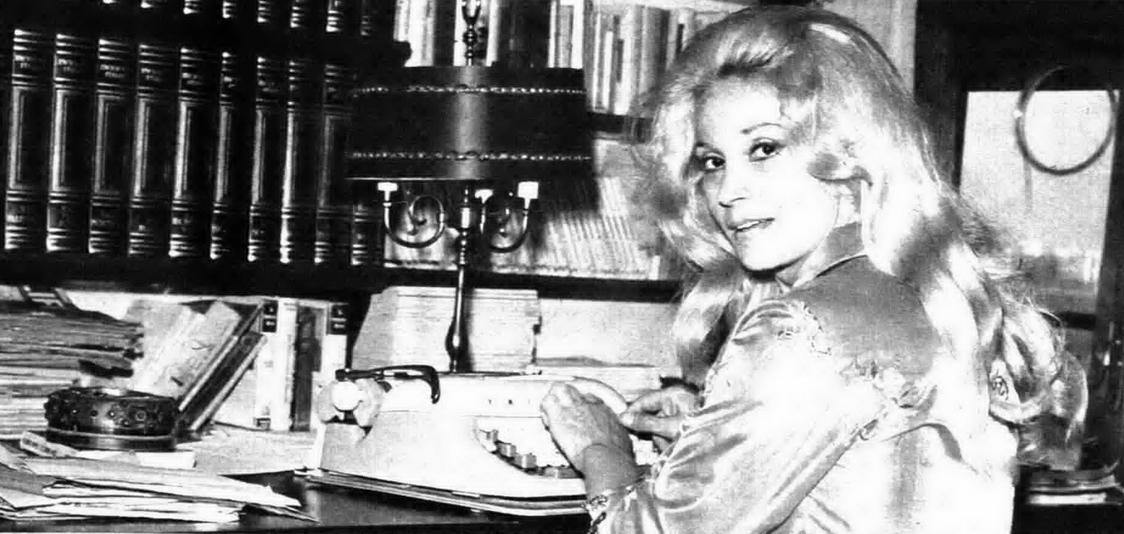
Luisa Rivelli el 1969

Després de més de dues dècades de carrera com a actriu amb papers secundaris, la popularitat li arriba a través del seu paper de presentadora de nombrosos programes orientats a la informació per als consumidors: Io compro, tu compri (del 1970 al 1973), Filo diretto: dalla parte del consumatore (del 1975 al 1980), I problemi del signor Rossi (del 1981 al 1985, retransmès amb el personatge homònim creat per Bruno Bozzetto) i Il mercato del sabato (del 1985 al 1993).
El 1968 va presentar amb Pippo Baudo el Festival de Sanremo.

## Filmografia
- Persiane chiuse, dirigida per Luigi Comencini (1951)
- Eran trecento... (La spigolatrice di Sapri), dirigida per Gian Paolo Callegari (1952)
- La figlia del diavolo, dirigida per Primo Zeglio (1952)
- Agenzia matrimoniale, dirigida per Giorgio Pàstina (1952)
- Non è mai troppo tardi, dirigida per Filippo Walter Ratti (1953)
- Viva il cinema!, dirigida per Enzo Trapani (1953)
- La signora senza camelie, dirigida per Michelangelo Antonioni (1953)
- Canzone appassionata, dirigida per Giorgio Simonelli (1953)
- Cento serenate, dirigida per Anton Giulio Majano (1954)
- Café Chantant, dirigida per Camillo Mastrocinque (1954)
- Carosello napoletano, dirigida per Ettore Giannini (1954)
- Questa nostra gente, dirigida per Vittorio Duse (1954)
- Tua per la vita, dirigida per Sergio Grieco (1955)
- Torna piccina mia, dirigida per Carlo Campogalliani (1955)
- Il nostro campione, dirigida per Vittorio Duse (1955)
- La rivale, dirigida per Anton Giulio Majano (1955)
- Il maggiorato fisico, dirigida per Pierre Chevalier (1956)
- Storia di una minorenne, dirigida per Piero Costa (1956)
- I vagabondi delle stelle, dirigida per Nino Stresa (1956)
- Donne, amore e matrimoni, dirigida per Roberto Bianchi Montero (1956)
- A vent'anni è sempre festa, dirigida per Vittorio Duse (1957)
- Il sole tornerà, dirigida per Franco Merighi (1957)
- Sette canzoni per sette sorelle, dirigida per Marino Girolami (1957)
- La legge, dirigida per Jules Dassin (1958)
- Madri pericolose, dirigida per Domenico Paolella (1960)
- Man Nennt in Amore, dirigida per Rolf Thiele (1961)
- Il criminale, dirigida per Marcello Baldi (1962)
- Delitto allo specchio, dirigida per Giorgio Molteni (1964)
- Crimine a due, dirigida per Romano Ferrara (1964)
- Appuntamento a Dallas, dirigida per Piero Regnoli (1964)
- Il tesoro della foresta pietrificata, dirigida per Emimmo Salvi (1965)
- Io,io,io... e gli altri, dirigida per Alessandro Blasetti (1966)
- Agente Joe Walker: operazione Estremo Oriente, dirigida per Gianfranco Parolini (1966)
- Operazione Goldman, dirigida per Antonio Margheriti (1966)
- È mezzanotte... butta giù il cadavere, dirigida per Guido Zurli (1966)
- Il papavero è anche un fiore (Poppies Are Also Flowers), dirigida per Terence Young (1966)
- La resa dei conti, dirigida per Sergio Sollima (1966)
- Silenzio: si uccide, dirigida per Guido Zurli (1967)
- Vedove inconsolabili in cerca di... distrazioni, dirigida per Bruno Gaburro (1968)
- I disperati di Cuba, dirigida per Robert Topart (1970)
- La belva, dirigida per Mario Costa (1970)
- Dieci bianchi uccisi da un piccolo indiano, dirigida per Gianfranco Baldanello (1974)

## Televisió a la Rai
- Operazione Shakespeare, dirigida per Daniele D'Anza
- Jane Eyre, dirigida per Anton Giulio Majano, 1957.
- Il copriteiera, dirigida per Luigi Di Gianni, 1957.
- Donne in ermellino, dirigida per Daniele D'Anza, 1958.
- Sheila si sposa, dirigida per Eros Macchi, 1958.
- Il gran maestro di Santiago, dirigida per Enzo Ferrieri, 1959.
- Passo falso, dirigida per Vittorio Cottafavi, 1959.
- Una gardenia per Helena Carrell, episodi Giallo club. Invito al poliziesco, de Mario Casacci, Alberto Ciambricco i Giuseppe Aldo Rossi, dirigida per Stefano De Stefani, transmesa el 20 de gener de 1960.
- Anna e il telefono, dirigida per Giancarlo Galassi Beria, 1960.
- Il caso Maurizius, dirigida per Anton Giulio Majano, 1961.
- Ritorno dall'abisso, dirigida per Mario Lanfranchi, 1963.
- La donna di fiori, dirigida per Anton Giulio Majano, 1965.
- Resurrezione, dirigida per Franco Enriquez, 1965.
- Una vita in gioco, episodi de Le inchieste del commissario Maigret, dirigida per Mario Landi, transmesa el 7 i el 14 de febrer de 1965.
- Vertu, dirigida per Alessandro Brissoni, 1966.
- Breve storia di mister Miffin, dirigida per Anton Giulio Majano, 1967.

## Font
- Roberto Poppi; Enrico Lancia Le attrici (en francès).  Roma: Gremesse, 2003, p. 309. ISBN 88-8440-214-X.